# Pingasa multispurcata
Pingasa multispurcata là một loài bướm đêm trong họ Geometridae.